# Pitjantjatjara (språk)
Pitjantjatjara är ett australiskt språk som talas av pitjantjatjarafolket i Australien. Språket är ett av de största aboriginspråken och talades 2001 av cirka 3000 människor.